# Georgios Tsitas
Georgios Tsitas (græsk: Γεώργιος Τσίτας; født 1872 i Smyrna, død mellem 1940 og 1945) var en græsk bryder, som deltog i de første moderne olympiske lege 1896 i Athen.
Tsitas deltog i græsk-romersk brydning ved OL 1896. Han var oversidder i første runde og besejrede sin landsmand Stefanos Khristopoulos i semifinalen; denne måtte give op, da han brækkede skulderen. I finalen mødte han Carl Schuhmann fra Tyskland. Der var ikke nogen tidsgrænse i turneringen og dommeren afbrød kampen efter 40 minutter på grund af mørke. Kampen fortsatte dagen efter, hvor Schuhmann vandt efter yderligere 15 minutters kamp. Der var fem deltagere i konkurrencen.